# Eschenbach (São Galo)
Eschenbach é uma comuna da Suíça, no Cantão São Galo, com cerca de 5 178 habitantes. Estende-se por uma área de 13,25 km², de densidade populacional de 391 hab/km². Confina com as seguintes comunas: Goldingen, Jona, Rüti (ZH), Sankt Gallenkappel, Schmerikon, Uznach, Wald (ZH).
A língua oficial nesta comuna é o Alemão.